# Frankie Sakai
Frankie Sakai  (フランキー堺?, Furankī Sakai), pseudonimo di Masatoshi Sakai (堺 正俊?, Sakai Masatoshi; Kagoshima, 13 febbraio 1929 – Tokyo, 10 giugno 1996), è stato un comico e attore giapponese.

## Biografia
Dopo aver studiato all'università Keio, Sakai lavorò come jazzista, alle percussioni, nelle basi dell'esercito degli Stati Uniti durante l'occupazione, spesso creando anche degli sketch comici durante le sue esibizioni. Diventato cabarettista di professione, fece il suo debutto al cinema nel 1955 e apparve in numerose commedie dell'epoca, tra cui anche le Ekimae series del regista Kōzō Saeki. Fino al 1987 lavorò spesso in coppia con il collega Ichirō Arishima, creando delle situazioni umoristiche che sfruttavano la differenza di stazza dei due attori, in modo vagamente simile a Stanlio e Ollio.
In Giappone la sua carriera contribuì significativamente al riconoscimento della commedia come genere cinematografico legittimo e fu il primo attore comico a ricevere un Blue Ribbon Award, per la sua interpretazione nei film del 1957 Bakumatsu taiyōden e Shiawase wa orera no negai. Nel 1994 è stato insignito della medaglia d'onore con nastro viola dal governo giapponese. Recitò in tutto in oltre 180 tra film e serie TV nel corso della sua carriera.
A livello internazionale divenne noto anche al pubblico americano con il ruolo drammatico del daimyō Kasigi Yabu nella produzione televisiva degli anni ottanta Shōgun.
Interessato alla figura dell'artista Sharaku, tanto da dedicare diversi libri all'argomento, cercò per oltre trent'anni di realizzarvi un film, riuscendoci nel 1995, poco prima della sua morte per insufficienza epatica all'età di 67 anni.

## Filmografia parziale

### Cinema
- Bakumatsu taiyōden (幕末太陽伝?), regia di Yūzō Kawashima (1957)
- Shiawase wa orera no negai (倖せは俺等のねがい?), regia di Jūkichi Uno (1957)
- Buttsuke honban (ぶっつけ本番?), regia di Kōzō Saeki (1958)
- Mori no Ishimatsu yūrei dōchū (森の石松幽霊道中?), regia di Kōzō Saeki (1959)
- Mothra (モスラ?), regia di Ishirō Honda (1961)
- L'ultima guerra (世界大戦争?, Sekai daisensō), regia di Shūe Matsubayashi (1961)
- Heso no taisho (おへその大将?), regia di Kōzō Saeki (1962)
- Chūshingura: Hana no maki, yuki no maki (忠臣蔵 花の巻 雪の巻?), regia di Hiroshi Inagaki (1962)
- Kigeki: ekimae kinyū (喜劇 駅前金融?), regia di Kōzō Saeki (1965)
- Kigeki: ekimae daigaku (喜劇 駅前大学?), regia di Kōzō Saeki (1965)
- Kigeki: ekimae mangan (喜劇 駅前満貫?), regia di Kōzō Saeki (1966)
- Senza famiglia (ちびっ子レミと名犬カピ?, Chibikko Remi to meiken Kapi), regia di Yūgo Serikawa (1970) - voce
- La vendetta è mia (復讐するは我にあり?, Fukushū suru wa ware ni ari), regia di Shōhei Imamura (1979)
- Hokusai manga (北斎漫画?), regia di Kaneto Shindō (1981)
- Shinran: Shiroi michi (親鸞 白い道?), regia di Rentarō Mikuni (1987)
- Sharaku (写楽?), regia di Masahiro Shinoda (1995) - anche sceneggiatore
- Setouchi Moonlight Serenade (瀬戸内ムーンライト・セレナーデ?), regia di Masahiro Shinoda (1997)

### Televisione
- Shōgun – miniserie TV, 5 puntate (1980)

## Doppiatori italiani
Nelle versioni in italiano dei suoi film, Frankie Sakai è stato doppiato da:
- Paolo Lombardi in L'ultima guerra

Da doppiatore è stato sostituito da:
- Ferruccio Amendola in Senza famiglia